# سویا یوموتو
سویا یوموتو (انگلیسی: Soya Yumoto؛ زادهٔ ۲۸ سپتامبر ۲۰۰۱) بازیکن فوتبال اهل ژاپن است.
از باشگاه‌هایی که در آن بازی کرده‌است می‌توان به باشگاه فوتبال توکیو اشاره کرد.